# Estación de Requejo
Requejo es una estación ferroviaria abandonada situada en el municipio español de Requejo de Sanabria en la provincia de Zamora, comunidad autónoma de  Castilla y León, España. No presta ningún servicio ferroviario.

## Situación ferroviaria
La estación se encuentra en el punto kilométrico 120,686 de la línea férrea de ancho ibérico que une Zamora con La Coruña a 1040 metros de altitud, entre las estaciones de Pedralba y Lubián. El tramo es de vía única y está sin electrificar.

## Historia
La voluntad de unir Madrid, vía Medina del Campo con Vigo por el camino más corto posible es antigua y apareció plasmada en algunos anteproyectos como el de 1864. Sin embargo, el mismo  descartaba dicha posibilidad al considerar que suponía "dificultades enormísimas" que superaban incluso "los de la bajada del puerto de Pajares en el ferrocarril de Asturias". Es por ello, que la estación no fue inaugurada hasta el 2 de julio de 1957 con la puesta en marcha del tramo Zamora – Puebla de Sanabria de la línea Zamora-La Coruña vía Orense. Su explotación inicial quedó a cargo de RENFE cuyo nacimiento se había producido en 1941. 
Desde el 31 de diciembre de 2004 Renfe Operadora explota la línea mientras que Adif es la titular de las instalaciones ferroviarias.